# Die 3 Colonias
Die 3 Colonias is een Duitse band uit Keulen, die vooral tijdens de carnavalsperiode actief is.

## Geschiedenis
Die 3 Colonias werden opgericht in 1976 door Dieter Steudter, een geschoolde banketbakker. Tot aan het midden van 1980 bezat hij nog zijn eigen café aan de Keulse Kaiser-Wilhelm-Ring, totdat hij wegens gezondheidsklachten moest stoppen. Vanaf het begin der jaren 1970 begon hij te schrijven en componeren en zelf ook op te treden tijdens het carnaval, waarbij hij werd begeleid door de accordeonist Walter Haarhaus. Om hun voorbeelden, het Eilemann Trio, na te streven, werd de bassist Paul Rumpen erbij gehaald, waarna twee jaar later Oliver Hoff volgde.
Hun doorbraak had de groep met de liederen Ja die Oma will nach Palma en Bier und en Appelkorn. De groep componeerde en produceerde in 1980 de fan-hymne Wir sind die Haie voor ijshockeyclub Kölner Haie. In 1993 componeerde Dieter Steudter voor Wicky Junggeburth de carnavalshit Eimol Prinz zo sin, die ook werd geproduceerd en gepubliceerd door de groep.
Op Aswoensdag 2001 nam Frank Morawa de plaats in van Andreas Weber. Op Aswoensdag 2013 voegden zich de gitarist en zanger Robert Lennerts en de keyboard/accordeonist en zanger Marcus Schmitter bij de groep en vervingen Willy Wilden en Dieter Steudter. Samen met toetsenist Frank Morawa vormden ze de nieuwe bezetting van de groep. In 2015 verliet Robert Lennerts uit beroepsredenen de groep en Fred Isenberg verving hem als zanger. Dieter Steudter bleef bij de groep als manager.

## Onderscheidingen
- 1993: Erelidmaatschap in de Klub Kölner Karnevalisten voor Walter Haarhaus
- 2010: Das Herz von Kölle
- 2012: Erelidmaatschap in de Klub Kölner Karnevalisten voor Dieter Steudter
- 2012: Orde van verdienste in goud van het Festkomitee Kölner Karneval voor Dieter Steudter

## Discografie

### Albums
- 1992: Die großen Erfolge – Pavement Records, Bergisch Gladbach
- 1996: Hallo Kölle! – Pavement Records
- 2000: 25 Jahre - Papagayo Musikverlage Hans Gerig OHG, Bergisch Gladbach
- 2006: 30 Jahre - Dabbelju Music, Köln
- 2009: Volldampf – Dabbelju Music
- 2010: Weihnachten mit den 3 Colonias – Dabbelju Music
- 2014: Kuh-Tipps, Quatsch & Fastelovend - Dabbelju Music

### Singles
- 1983: Bier und 'nen Appelkorn – Colonia-Musik-Produktion; 1984  EMI-Electrola
- 1983: Nein, nein, nein, das darf doch nich wahr sein (Fussball-Ballade) – Margaretha Jansen, Köln
- 1984: Ja, de Oma will nach Palma – blm music entertainment, Bad Honnef
- 1984: In zehntausend Jahren – blm, Bad Honnef
- 1984: Hurra, hurra (das Sünderlied) – EMI-Electrola
- 1984: Ach du leeven Jott – blm, Bad Honnef
- 1985: In Afrika ist Muttertag – EMI-Electrola
- 1986: Aufe Dauer … (dat Maloche-Lied) – EMI-Electrola
- 1988: Oh, wie tut das gut! – EMI-Electrola
- 1988: Es war in Königswinter – EMI-Electrola
- 1991: Mir sin zwar kein 18 [achtzehn] mieh – Pavement Records
- 1994: Sulang d'r Dom noch steiht  - Pavement Records
- 1995: Wie dä Kääl dat bloss määt?! – Pavement Records
- 2002: Der Schützenkönig - Papagayo Musikverlage Hans Gerig oHG
- 2005: Vera (zeig mir dein Dessous) – Pavement Records
- 2006. Die Fröschelche - Dabbelju
- 2008: Halt´s Maul, sei still (ich geh Heim, wann ich will) - Dabbelju
- 2009: Die alte Dampfeisenbahn - Dabbelju
- 2009: Eimol Prinz zo sin in Kölle am Rhing - Dabbelju
- 2011: Ich han en Mötz, ich bin jetz Präsident – Dabbelju/Pavement Records
- 2012: Muh, Muh, ich bin ne Kuh – Alaaf! Records/recordJet/Dabbelju/Xtreme Sound
- 2013: Wir sind die Haie (Neuaufnahme) – Alaaf! Records/recordJet
- 2014: So schön ist´s nur einmal (Der Song zum "Aufstieg 2014" des 1. FC Köln) – Alaaf! Records/recordJet
- 2014: Und die Hände gehen so - a la tete records
- 2014: Ich dräume met offene Auge vun Dir – Dabbelju
- 2015: Sulang d'r Dom noch steiht (Neuaufnahme) – Alaaf! Records/recordJet/Dabbelju
- 2016: Ob Kölsch, ob Pils, ob Alt – Alaaf! Records/recordJet/Moewe-Musik/Hitmix Musikagentur
- 2017: Ach wenn doch nur jeden Tag Karneval wär – Alaaf! Records/recordJet/Moewe-Musik